# Anonychomyrma constricta
Anonychomyrma constricta är en myrart som först beskrevs av Mayr 1868.  Anonychomyrma constricta ingår i släktet Anonychomyrma och familjen myror. Inga underarter finns listade i Catalogue of Life.